# 마쓰모토 이오리
마쓰모토 이오리(일본어: 松本 伊織, 1887년 9월 5일 ~ 몰년 미상)는 일본의 조선총독부 관료이다. 에히메현 출신으로, 조각가 마쓰모토 신스케(松本新助)의 셋째 아들이다.

## 생애
에히메 현속(縣屬), 경시(警視), 군장(郡長) 등을 역임하고, 1923년 3월 조선으로 건너왔다. 경기도 학무과장, 임야조사위원회 사무관, 총독부 수산과장, 전라남도 내무부장, 총독부 사회과장, 중추원 서기관, 경상남도 내무부장 등을 역임하였다.

## 참고 문헌
- 기다 주에(貴田忠衛), 《쇼와 10년판 조선인사흥신록》, 조선인사흥신록편찬부, 1935년